# Robert du Four
Robert du Four, né en Courpière (ou à  Craponne) et mort au château de Lurs le 24 février 1437, est un prélat français du XVe siècle, évêque de Sisteron de 1414 à 1437.

## Éléments biographiques
Comme évêque de Sisteron, Robert Dufour joint le prieuré de Saint-Martin d'Aigremont à celui de la Tour de Beuvons. En 1417, il unit à la prévôté de Forcalquier les revenus de l'église de Saint-Martin de Manosque. En 1422, du Four confirme la donation de Bertrand II au collège de Forcalquier. L'évêque du Four, l'archevêque d'Aix et l'évêque de Digne réforment en 1431 le chapitre des chanoines de Sisteron.

## Source
- La France pontificale.